# Music (An Echo Deep Inside)
A Music (An Echo Deep Inside) Gigi D'Agostino 1997-ben kiadott kislemeze. A címadó szám többféle átdolgozott verziója szerepel rajta.

## Kiadások
("12)
A-oldal
1. Music (An echo deep inside)(Noisemaker mix)  7:22

B-oldal
1. Music (An echo deep inside)(Massive mix)  8:01
2. Music (An echo deep inside)(On air mix)  5:27

Music (Rmx)("12)
A-oldal
1. Music (Rmx)  7:01
2. Psicadelica  6:30

B-oldal
1. Rumore di fondo  6:23
2. Gin Tonic  8:40

## Szerzők
Music (An echo deep inside): L. Di Agostino, M. Scalambrin, R. Ferri, M. Picotto & R. Guiotto – Media Songs Srl.
Music (Rmx): M. Scalambrin & R. Guiotto – Media Songs Srl.
Psicadelica: L. Di Agostino – Media Songs Srl.
Rumore di fondo & Gin Tonic: L. Di Agostino, M. Scalambrin, R. Guiotto. – Media Songs Srl.